# Партизанск
Партизанск (рус. Партизанск) град је у Русији у Приморском крају.

## Становништво
| 1939.  | 1959.  | 1970.  | 1979.  | 1989.  | 2002.  | 2010.  |
| ------ | ------ | ------ | ------ | ------ | ------ | ------ |
| 36.901 | 48.505 | 48.345 | 46.296 | 49.546 | 43.670 | 38.659 |